# Пак Хон Сик
Пак Хон Сик (1915 год, село Тихонгоу, Приморский край, Российская империя — дата и место смерти не известны) — колхозник, Герой Социалистического Труда (1948).

## Биография
Родился в 1915 году в Тихонгоу Приморского края. После депортации корейцев с Дальнего Востока был на спецпоселении в Талды-Курганской области Казахской ССР. С 1937 года работал в сельскохозяйственной артели имени Максима Горького Каратальского района Талды-Курганской области. В 1939 году был назначен звеньевым свекловодческой бригады.
В 1945 году, бригада под руководством Пак Хон Сика собрала 315 центнеров сахарной свёклы с одного гектара при плане 265 центнеров, за что он был награждён медалью «За доблестный труд в Великой Отечественной войне 1941—1945 гг.». В 1946 году его бригада собрала по 320 центнеров сахарной свёклы с 8 гектаров. 
В 1947 году звено Пак Хон Сика приняло социалистические обязательства получить не менее 800 центнеров сахарной свёклы с высокоурожайного участка. Звено выполнило свои обязательства, получив урожайность более 800 центнеров сахарной свёклы на двух гектарах и по 505 центнеров на шести гектарах. За эти выдающиеся трудовые достижения 28 марта 1948 года Пак Хон Сик был удостоен звания Героя Социалистического Труда.

## Награды
- Герой Социалистического Труда — Указом Президиума Верховного Совета от 28 марта 1948 года.
- Орден Ленина (28 марта 1948).
- Орден Трудового Красного Знамени (23 июня 1950).
- Медали[1].